# Dragon Mountain Provincial Park
Der Dragon Mountain Provincial Park ist ein 1773 ha großer Provinzpark im Zentrum der kanadischen Provinz British Columbia. Der Park liegt etwa 10 km südöstlich von Quesnel im Cariboo Regional District. Der Park liegt auf den Cariboo Plateau, welches ein Subplateau des Interior Plateau ist.

## Anlage
Der Zugang zum Park ist über den 3 km entfernten Highway 97 möglich. Der Park wird vom Dale Creek in eine nördliche und eine südliche Hälfte geteilt. Im südlichen Parkgebiet fließt der South Sister Creek und am westlichen Parkrand liegt der Dale Lake. Der Park entwässert in den Fraser River. Nach Osten begrenzen die Dragon Mountain den Park.
Bei dem von der Provinz als Class A-Park eingestuften Schutzgebiet handelt es sich um ein Schutzgebiet der IUCN-Kategorie II (Nationalpark).

## Geschichte
Das Schutzgebiet ist einer der neuesten Parks in der Provinz und wurde am 14. März 2013, zusammen 18 weiteren Schutzgebieten, mit dem Protected Areas of British Columbia Amendment Act eingerichtet.

## Flora und Fauna
Mit dem Biogeoclimatic Ecological Classification (BEC) Zoning System wird das Ökosystem von British Columbia in verschiedene biogeoklimatische Zonen eingeteilt. Biogeoklimatische Zonen zeichnen sich durch ein grundsätzlich identisches oder sehr ähnliches Klima sowie gleiche oder sehr ähnliche biologische und geologische Voraussetzungen aus. Daraus resultiert in den jeweiligen Zonen dann grundsätzlich auch ein sehr ähnlicher Bestand an Pflanzen und Tieren. Innerhalb dieser Systematik wird der Park der Sub-Boreal Spruce Zone mit den Subzonen Dry Warm (SBSdw1) und Moist Hot (SBSmh) zugeordnet.
Die Wälder im Park bestehen hauptsächlich aus Gewöhnlichen Douglasien. In verschiedenen Bereichen des Parks wächst der Wald noch als Primärwald. Der Park ist Teil eins wichtigen Winterrückzugsgebiete für Maultierhirsche und andere in der Region vorkommende Huftiere.